# Heliotrygon
Heliotrygon  (лат.)  — недавно описанный род хрящевых рыб семейства речных хвостоколов отряда хвостоколообразных. Эти скаты являются эндемиками бассейна Амазонки. Названием рода происходит от слов др.-греч. ήλιος — «солнце» и др.-греч.  τρίγων — «хвостокол».
У Heliotrygon тело имеет круглую форму, спинные плавники и хвостовой плавник отсутствуют. Хвост имеет форму кнута, с ядовитым жалом на конце. Длина колеблется от 13,5 до 80 см. Эти скаты размножаются яйцеживорождением.

## Классификация
- - Heliotrygon gomesi Carvalho & Lovejoy, 2011typus
  - Heliotrygon rosai Carvalho & Lovejoy, 2011